# Selbstbestimmungsrecht
Der Begriff Selbstbestimmungsrecht ist nicht ausdrücklicher Bestandteil einer Rechtsordnung, sondern vielmehr ein Gedanke der Menschenrechte. Jeder Mensch und jede Gruppe hat demnach das Recht, seine eigenen Angelegenheiten frei und ohne die Einmischung von anderen – insbesondere von staatlichen Stellen – zu regeln, soweit sie sich im Einklang mit den anerkannten Regeln der jeweiligen Gemeinschaft befinden.
In Deutschland wird dieses Recht vor allem durch Art. 2 Abs. 1 i. V. m. Art. 1 Abs. 1 Grundgesetz geschützt. Jedem Menschen wird darin das Recht auf die „freie Entfaltung seiner Persönlichkeit“ garantiert, „soweit er die Rechte anderer nicht verletzt und nicht gegen die verfassungsmäßige Ordnung oder das Sittengesetz verstößt“. (Vgl. dazu auch: Allgemeine Handlungsfreiheit.)
Aufgrund der Trennung von Staat und Kirche kennt das Grundgesetz in Art. 140 in Verbindung mit Art. 137 Abs. 3 WRV auch ein kirchliches Selbstbestimmungsrecht.
Der Begriff geht zurück auf Diskussionen über das Recht, selbst die eigene Religionszugehörigkeit zu bestimmen. Bis ins 17. Jahrhundert hinein galt dagegen noch der Grundsatz, dass die Religion des regierenden Fürsten oder Königs automatisch die Religion seiner Untertanen bestimmt (vgl. Cuius regio, eius religio). Im 18. Jahrhundert kam der Gedanke eines allgemeinen, individuellen Rechts auf Selbstbestimmung dazu. 
Heute wird der Begriff vor allem in folgenden Zusammenhängen verwendet:
- Recht auf informationelle Selbstbestimmung
- Recht auf sexuelle Selbstbestimmung
- Recht auf körperliche Unversehrtheit
- Recht auf Freiheit der Person
- geschlechtliche Selbstbestimmung
- reproduktive Selbstbestimmung (auch Selbstbestimmungsrecht der Frau, siehe auch: Schwangerschaftsabbruch)
- Recht auf selbstbestimmten Tod (siehe Sterbehilfe, Patientenverfügung, Behandlungswunsch)
- im Völkerrecht im Sinne des Selbstbestimmungsrechtes der Völker